# Iota Lupi
Iota Lupi (ι Lup) es una estrella en la constelación del Lobo.
Con magnitud aparente +3,54, es el octavo astro más brillante en la constelación.
De acuerdo a la nueva reducción de los datos de paralaje de Hipparcos, se encuentra a 338 años luz del sistema solar.
Es miembro de la Asociación estelar de Scorpius-Centaurus, que también incluye a α Lupi, β Lupi y γ Lupi, las estrellas más brillantes del Lobo.  

## Características
Iota Lupi es una subgigante de tipo espectral B2.5IV, una estrella que ha finalizado la fusión de su hidrógeno interno.
Tiene una temperatura efectiva de 19.525 K y su luminosidad bolométrica —en todas las longitudes de onda— equivale al 2082 veces la luminosidad solar.
De acuerdo con su diámetro angular —0,69 milisegundos de arco—, tiene un radio de 7,7 radios solares.
Gira sobre sí misma con una alta velocidad de rotación proyectada de 235 km/s.
La rápida rotación hace que la forma de la estrella no sea esférica sino elipsoidal, estando achatada por los polos; su grado de «achatamiento» se estima en 0,17.
Con una masa de 6,9 ± 0,1 masas solares, Iota Lupi está claramente por debajo del límite a partir del cual las estrellas finalizan su vida explosionando como supernovas.
Tiene una edad aproximada de 20,3 millones de años.